# بات بيناتار
بات بيناتار (بالإنجليزية: Pat Benatar)‏ (مواليد 10 يناير 1953 في بروكلين)، هي مغنية وكاتبة غنائية أمريكية بدأت مسيرتها الفنية عام 1972. فائزة بجائزة غرامي أربع مرات، وتتميز بصوت سوبرانو. كما حققت نجاحاً تجارياً في الولايات المتحدة وكندا.

## وصلات خارجية
- الموقع الرسمي